# Caleta Errázuriz
Caleta Errázuriz o simplemente Bolsico es una localidad rural, considerada como caserío de acuerdo al Instituto Nacional de Estadísticas. Es parte de la  Comuna, Provincia y Región de Antofagasta en el sector de Santa María, dentro de la región geografíca de la Península de Mejillones, está ubicada a 30 km de Antofagasta (La ciudad más cercana) y a 40 km de Mejillones, se encuentra orillada por el Océano Pacífico y conectada por la Ruta B-430. Sus actividades se basan en el Turismo y Pesca Deportiva entre algunos otros. 

## Actividades
Entre las principales actividades de Caleta Errázuriz destacan el turismo, potenciado por la Isla Santa María y por la playa que la rodea, Playa Bolsico, la Pesca deportiva, la Pesca Artesanal y el Comercio.

### Turismo

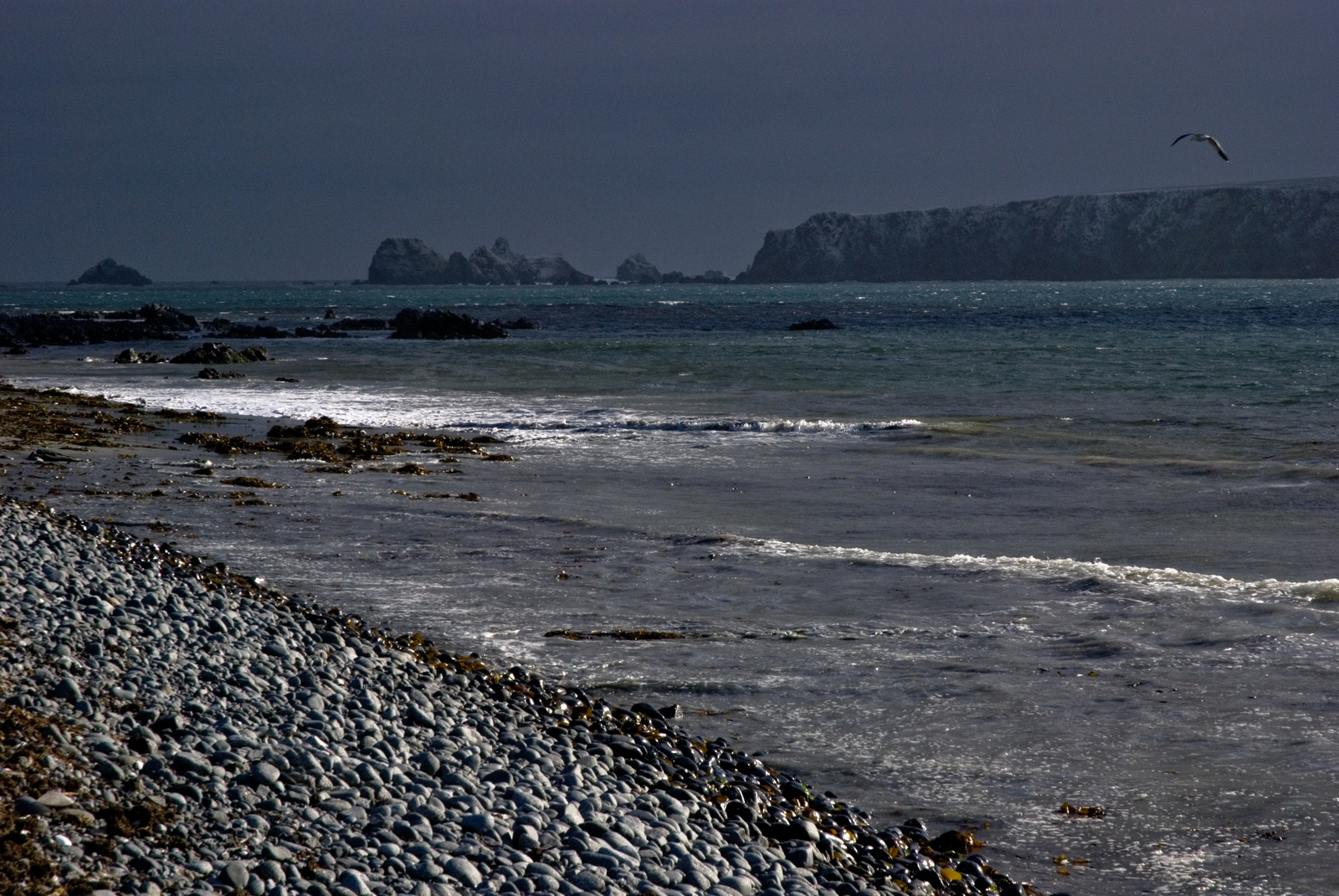
Isla Santa María, principal atractor más cercano

Caleta Errázuris cuenta como punto de acceso hacia la Isla Santa María, quedando a 500 metros de la Playa Bolsico, además de contar con diversos puertos para la exploración marina.

## Historia
Caleta Errázuriz o Caleta Bolsico es un asentamiento Chango fundado a la orillas de la Región de Antofagasta por habitantes nativos a partir del siglo III, que se extendían de "Punta Blanca" a "Punta Chacaya", que experimentaron la pesca a tiempos tempranos, no fue después de la llegada de los españoles que quedaron reducidos a pequeñas poblaciones, entre ellos Caleta Errázuriz, que sigue experimentando la pesca como principal fuente económica, además de experimentas otras celebraciones más arraigadas a la población externa.